# ウラルトゥ語
ウラルトゥ語（うらるとぅご）は紀元前9世紀から紀元前585年までアナトリア東部に存在したウラルトゥ王国で話されていた言語。楔形文字で書かれた大量の粘土板によって知られ、現在知られているもっとも古い粘土板は紀元前9世紀末に刻まれたもの。
ミタンニ王国を築いたフルリ人たちの言語、フルリ語と近い関係にあり、両者をまとめてフルリ・ウラルトゥ語族と呼ぶ。フルリ・ウラルトゥ語族が孤立しているのか、それともいずれかの語族と系統関係を持つのかは明らかではないが、北東コーカサス語族（ナフ・ダゲスタン語族）との関係が議論されている。
1950年代から1960年代にかけて、グルジア人の言語学者ギオルギ・メリキシュヴィリによって詳細に解読された。膠着語。
1. ↑  Hammarström, Harald; Forkel, Robert; Haspelmath, Martin et al., eds (2016). “Urartian”. Glottolog 2.7. Jena: Max Planck Institute for the Science of Human History